# هیل کروم
هیل کروم (به انگلیسی: Hill Croome) یک روستا و محله مدنی در بریتانیا است که در Malvern Hills واقع شده‌است. هیل کروم ۱۶۹ نفر جمعیت دارد.